# 知多市消防本部
知多市消防本部（ちたししょうぼうほんぶ）は、知多市の消防部局（消防本部）。

## 所在地
- 知多市消防本部・消防署 - 〒478-0017 愛知県知多市新知字西新生73番地
  - 旭出張所 - 〒478-0036 愛知県知多市新舞子字大口46番地
  - 八幡出張所 - 〒478-0006 愛知県知多市三反田1丁目41番地

## 管内の現況
- 管内の人口 - 85,190人
- 管内の世帯数 - 35,502世帯
- 管内の面積 - 45.90 km2

2019年（平成31年）4月1日現在

## 組織
消防吏員の数は2019年（平成31年）4月1日現在、109人である。
- 消防長
  - 庶務課
  - 予防課
  - 消防署
    - 旭出張所
    - 八幡出張所